# Фостер, Арлин
Дама Арлин Изабел Фостер, баронесса Фостер Агадрамси (англ. Arlene Isabel Foster, Baroness Foster of Aghadrumsee), урождённая Келли (англ. Kelly; род. 17 июля 1970, Агадрамси, графство Фермана, Северная Ирландия) — британский политик, лидер Демократической юнионистской партии (2015—2021).

## Биография

### Политическая карьера
Окончила грамматическую школу в Эннискиллене и Университет Квинс в Белфасте, где изучала право. Получила квалификацию солиситора. В 1988 году находилась в школьном автобусе, подорвавшемся на бомбе Ирландской республиканской армии. В студенческие годы вступила в Ольстерскую юнионистскую партию, в 1996—2003 годах входила в её руководящий орган — Ольстерский юнионистский совет. В 2003 году избрана в Ассамблею Северной Ирландии, но вступила в конфликт с партийным руководством (осудила курс лидера ОЮП Дэвида Тримбла на признание Белфастского соглашения по урегулированию конфликта в Северной Ирландии) и в январе 2004 года вступила в Демократическую юнионистскую партию. В 2005 году была избрана в окружной совет графства Фермана, в 2007 году назначена министром окружающей среды в правительстве Северной Ирландии. В июне 2008 года стала министром предпринимательства, торговли и инвестиций Северной Ирландии, в мае 2015 года — министром финансов и личного состава. В декабре 2015 года сменила Питера Робинсона во главе ДЮП, в январе 2016 года заняла пост первого министра Северной Ирландии.
В январе 2017 года заместитель первого министра Северной Ирландии Мартин Макгиннесс ушёл в отставку из-за скандала, когда выяснилось, что по решению Фостер 500 млн фунтов стерлингов из бюджета Северной Ирландии были потрачены на компенсации предпринимателям, использующим возобновляемые источники энергии. По условиям межпартийного правительственного соглашения юнионистов и Шинн Фейн, отставка заместителя автоматически означает отставку первого министра, и Фостер также лишилась должности.
Ввиду начавшегося правительственного кризиса, 2 марта 2017 года состоялись досрочные выборы в Ассамблею Северной Ирландии, на которых ДЮП под руководством Фостер победила, но потеряла 10 депутатских мест по сравнению с итогами прошлых выборов, и получила только 28 из имеющихся 90 (на одно больше, чем оставшаяся второй Шинн Фейн).

### Поддержка правительства Терезы Мэй
8 июня 2017 года в Великобритании состоялись досрочные парламентские выборы, которые принесли ДЮП два дополнительных места в Палате общин, что позволило ей с 10 мандатами создать правительственную коалицию с Консервативной партией, не сумевшей обеспечить себе абсолютное большинство (консерваторы получили 318 из минимально необходимых 326 мест).
10 июня аппарат премьер-министра Терезы Мэй объявил о достижении соглашения с ДЮП о формировании правительства, но затем Фостер опровергла это утверждение и заявила, что переговоры могут продлиться всю следующую неделю.
11 июня объявлено, что соглашение консерваторов и юнионистов достигнуто и носит характер не правительственной коалиции, а внешней парламентской поддержки.
26 июня 2017 года Фостер и премьер-министр Мэй подписали межпартийное соглашение, в соответствии с которым правительство обязалось выделить Северной Ирландии бюджетные ассигнования в объёме более 1 млрд фунтов стерлингов в дополнение к уже предоставленным 500 млн. По сведениям юнионистов, эти средства будут потрачены на финансирование больниц, школ и дорог в регионе, а также на сохранение пенсий.
4 декабря 2017 года договорённость между Терезой Мэй и главой Европейской комиссии Юнкером о сохранении Северной Ирландии в зоне европейских договоров после выхода Великобритании из ЕС была сорвана телефонным звонком Фостер премьер-министру, в котором лидер ДЮП заявила о неприемлемости для её партии такого решения. Позднее её поддержали сторонники Брекзита из числа консерваторов — Иан Дункан Смит, Джейкоб Рис-Могг и другие.

### Возвращение на пост первого министра Северной Ирландии
11 января 2020 года возобновилось действие межпартийного соглашения ДЮП и Шинн Фейн, вследствие чего Фостер вернулась на должность первого министра Северной Ирландии, а замещающим первым министром стала представительница Шинн Фейн Мишель О’Нил (согласно действующему законодательству, её полномочия равны полномочиям первого министра, и они должны проводить согласованную политику).
28 апреля 2021 года объявила о своём уходе с поста лидера партии 28 мая, а с должности первого министра Северной Ирландии — в конце июня, объяснив этот шаг «внутренним переворотом» в партии — около 80 % руководства ДЮП выступили за смену лидера в основном из-за разногласий по поводу Североирландского протокола, согласованного в рамках Соглашения о выходе Великобритании из Евросоюза и предусматривающего особый таможенный режим для ряда товаров при перемещениях между Северной Ирландией и другими территориями Великобритании.
27 мая 2021 года процедура выборов нового лидера партии завершилась окончательным утверждением в должности министра сельского хозяйства Северной Ирландии Эдвина Путса, что вызвало серию отставок сторонников Фостер в руководстве ДЮП.
8 июня 2021 года новым первым министром Северной Ирландии назначен Пол Гиван (вступление в должность ожидалось 14 июня).